# شوراهای کارتاژ
شوراهای کارتاژ (انگلیسی: Councils of Carthage) سینود کلیساها در قرون ۳، ۴ و ۵ در شهر کارتاژ (مسیحیت اولیه) در آفریقا برگزار می‌شد.